# Hals (segling)
Hals betecknar ursprungligen det rep som håller lovarts nedre hörn av ett råsegel framåt. Lovarts nedre hörn på seglet kallas halshorn också på snedsegelriggade båtar.
Termerna för styrbords halsar (med vinden in från styrbord) och för babords halsar (med vinden in från babord) används oberoende av vilket slags rigg en båt har.

## Råsegel och snedsegel
Snedsegel, exempelvis de nu på segelbåtar dominerande stag- och bermudaseglen, har ett förlik och ett akterlik (framkant och bakkant), vilket betyder att det alltid är samma lik, förliket, som skall hållas i lovart och följaktligen är halshornet entydigt bestämt, oberoende av kurs och vind.
På råsegel, som istället har ett styrbordslik och ett babordslik, är de nedre hornen turvis skot- eller halshorn, beroende på från vilken sida vinden kommer. Då det är babordshornen som är i lovart seglar man för babords halsar (och styrbordshornen spänns istället bakåt med skoten) och då styrbordshornen är i lovart seglar man för styrbords halsar. Vid segling nära medvind kan det vara svårt att på råsegel se från vilken sida vinden kommer och för vilka halsar man seglar avgörs (enligt sjövägsreglerna) ironiskt nog av på vilken sida man för det största snedseglet (om seglet är till styrbord seglar man för babords halsar).
På de flesta råsegel (utom underseglen) leds skoten via block vid nocken (ändan) av rån nedanför seglet, varvid skilda halsar inte behövs. Istället följer seglet rån, vars vinkel mot vinden justeras med brassar.

## Att byta hals
Att byta hals genom att vända mot vinden kallas för ett slag eller en stagvändning. Dess motsats, att falla av till dess att seglet ligger i raklinje med vinden, kallas för vändning undan vinden, gipp eller kovändning och får normalt, om man inte förberett sig, även vid relativt lugnt väder bommen (för snedsegel med sådan) att byta sida med ett våldsamt ryck vilket kan vara farligt. På råsegelriggade farkoster är vändning undan vinden vanligt och odramatiskt.